# Austrotritia ramsayi
Austrotritia ramsayi är en kvalsterart som beskrevs av Sandór Mahunka 1991. Austrotritia ramsayi ingår i släktet Austrotritia och familjen Oribotritiidae. Inga underarter finns listade.